# Pedro Montañez

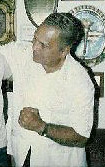
Pedro Montañez

Pedro Montañez (* 24. April 1914 in Cayey, Puerto Rico; † 26. Juni 1996), genannt „Toro de Cayey“ („Der Stier von Cayey“), war ein puerto-ricanischer Boxer im Leichtgewicht. Er wurde am Anfang seiner Karriere von Lew Burston gemanagt und danach von Jimmie Bron.
Montañez absolvierte insgesamt mehr als 100 Kämpfe. Er konnte sich nie einen Weltmeistertitel erkämpfen. Im Jahre 2007 fand er dennoch Aufnahme in die International Boxing Hall of Fame.